# Anumeta fricta
Anumeta fricta là một loài bướm đêm trong họ Erebidae.